# Ту-143
Ту-143 «Рейс» — радянський розвідувальний безпілотний літальний апарат з турбореактивним двигуном.
Призначений для ведення тактичної розвідки в прифронтовій смузі на глибині 60-70 км шляхом фотографування та телевізійної розвідки майданних цілей та окремих маршрутів, а також наглядом за радіаційною обстановкою за маршрутом польоту. Входить до складу комплексу ВР-3.
Застосування комплексу відпрацьовувалося в 4-му Центрі бойового застосування ВПС.

## Історія створення та виробництва
В 1970 — 1980-х роках було випущено 950 штук.
Модернізований апарат з новою розвідувальною апаратурою отримав назву Ту-243.

## Опис конструкції
По закінченні польоту Ту-143 розвертався по програмі та повертався назад у зону посадки, де після зупинки двигуна та маневру «гірка» здійснювалася посадка за допомогою парашутно-реактивної системи та шасі.

## Модифікації
- Ту-143— базова модифікація розвідувального БпЛА
- М-143 — безпілотний дрон-мішень; призначений для імітації польоту аеродинамічних, в тому числі крилатих ракет, повітряних цілей[6]

## ЛТХ
- Розмах крила — 2,24 м
- Довжина — 8,06 м
- Висота — 1,545 м
- Площа крила — 2,90 м ²
- Маса — 1230 кг
- Тип двигуна — ТРД ТРЗ-117
- Тяга — 1 × 640 кгс
- Прискорювач — СПРД-251
- Крейсерська швидкість — 950 км/год
- Практична дальність дії — 180 км
- Час польоту — 13 хв
- Практична стеля — 1000 м

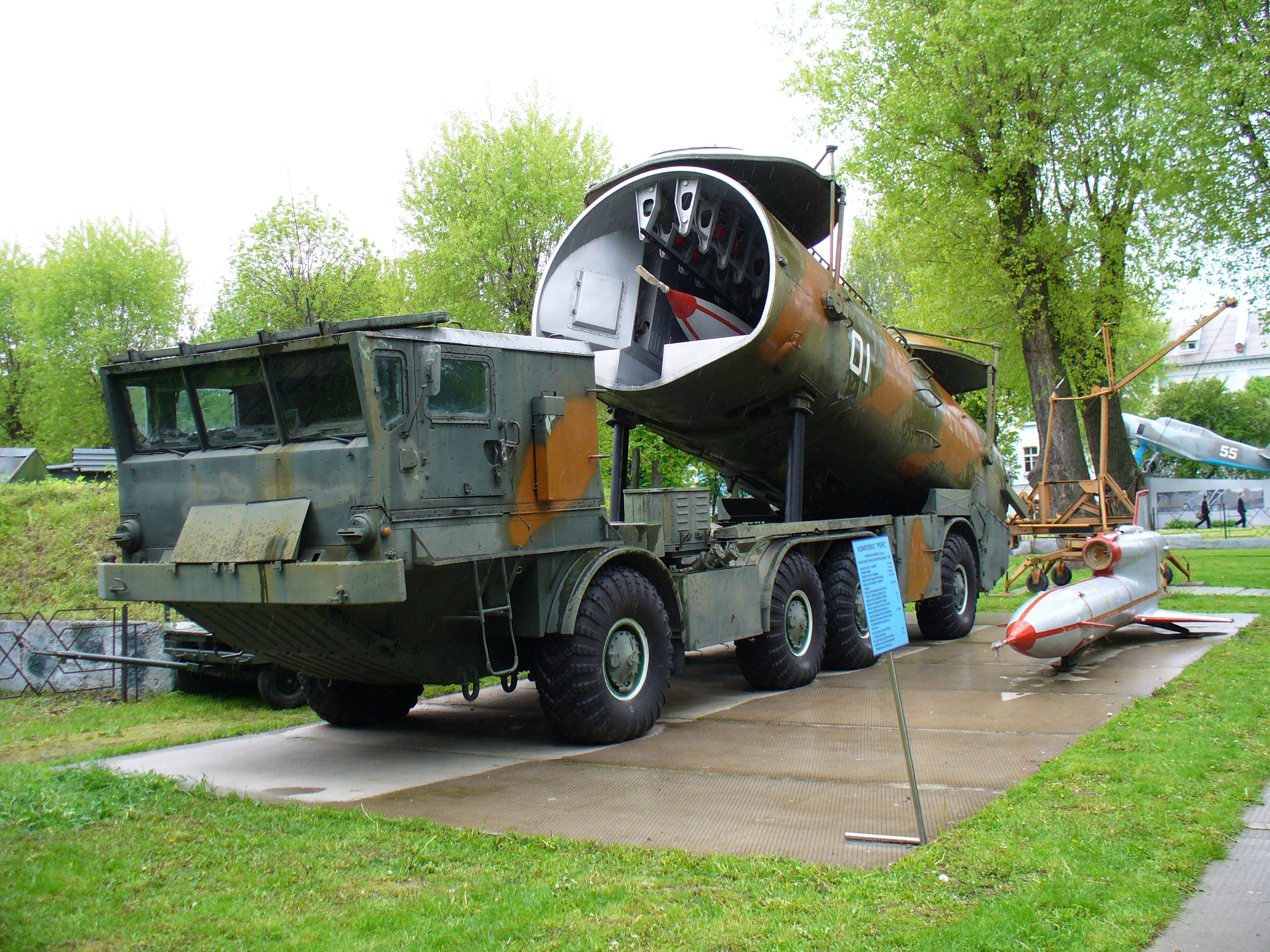
Ту-143 у складі комплексу ВР-3 (
Військово-історичний музей Повітряних сил Збройних сил України, м. Вінниця)

- мінімальна висота польоту — 10 м

## Бойове застосування
- Війна в Афганістані 1979—1989
- Ліванська війна (1982)

### Російсько-українська війна
5 квітня 2014 року розпочалось розгортання безпілотних комплексів Ту-143.
10 квітня 2014 були виконані навчальні польоти даних безпілотних апаратів.
1 серпня 2014 року проросійські сепаратисти заявили, що збили в районі міста Шахтарська БпЛА Ту-143 Збройних сил України, на відео, що вони зняли, видно розвідувальний апарат Ту-143, бортовий номер «644», але помітних пошкоджень на ньому не було. В штабі АТО заявили, що цей БпЛА був викрадений з музею авіації, а його «збиття» інсценоване.
19 листопада 2014 року відбувались запуски Ту-143, що були до цього законсервовані, перед запуском на корпусі замальовувалися старі радянські червоні зірки, що залишилися з часів СРСР.
3 лютого 2015 року один Ту-143 під час парашутної посадки був збитий в районі Ірміно, Луганської області.

## Збережені екземпляри
| Модифікація | Бортовий номер | Місцезнаходження                                               | Зображення                                     |
| ----------- | -------------- | -------------------------------------------------------------- | ---------------------------------------------- |
| Ту-143      | 424            | Державний музей авіації України                                |                                                |
| Ту-143      |                | Музей зброї та військової техніки Спадщанського лісу           | [Архівовано 14 жовтня 2013 у Wayback Machine.] |
| Ту-143      | н/д            | м. Хмельницький, біля входу в в/ч А 3808                       |                                                |
| Ту-143      | 235            | Військово-історичний музей повітряних сил Збройних Сил України |                                                |
| Ту-143      | н/д            | Технічний музей імені Г. К. Сахарова                           |                                                |
| Ту-143      | 8219           | Музей авіації, Чехія, р. Прага                                 |                                                |

## Оператори

### Дійсні
- — деяку кількість Ту-143 у складі комплексів ВР-3, станом на 2012[13]
- — деяку кількість повітряних мішеней М-143, станом на 2011 рік[6]

### Колишні
- — перебував на озброєнні аж до розпаду країни 1991 року
- — дві ескадрильї прийняті на озброєння 1984 року[14]
  -  — зняті з озброєння 1995 року
- — прийняті на озброєння 1982 року[14]
- — прийняті на озброєння 1982 року[14]
- — прийняті на озброєння 1982 року[14] (за іншими даними — в 1986)[15]. Всього країна отримала 12 Ту-143 (8 — у варіанті фоторозвідника, 4 — з відеофіксацією), які були зведені у 143-у ескадрилью безпілотної розвідки, яка базувалась на авіабазі Mihail Kogalniceanu. Згідно з технічними специфікаціями апарати можна було експлуатувати до 1997, але фактично зняли з озброєння влітку 2002.

### Україна
Станом на червень 2021 року БПЛА Ту-143 «Рейс» служили в Збройних Силах України як мішені під час навчань повітряних сил.